# سروح (فلسطين)
السروح هي قرية فلسطينية، تقع على بعد 28.5 كم (17.7 ميل) شمال شرق عكا.

## التاريخ
سارة الواردة اثنين خيرباتس ("مواقع أطلال") مع مجموعة متنوعة من التحف القديمة، بما في ذلك صهاريج، والمقابر المحفورة في الصخر.
وبحلول أواخر القرن التاسع عشر كان 90، معظمهم من سكان المسلمين الذين كانوا يعيشون من الزراعة ورفع الأسهم العيش.
خلال الحرب العربية-الإسرائيلية عام 1948، سكان سارة، وقرية مجاورة النبي روبين وقرية تربيخا الرئيسية، أعطيت أوامر طرد القوات الإسرائيلية. وكانت قرية مسلمة سنية في الغالب، سارة والنبي روبين النجوع الأقمار الصناعية من تربيخا، قرية الشيعة إلى حد كبير. انتهى معظم سكان لسارة وتلك المحليات المجاورة تاركة للبنان.